# دروگر سیب‌زمینی

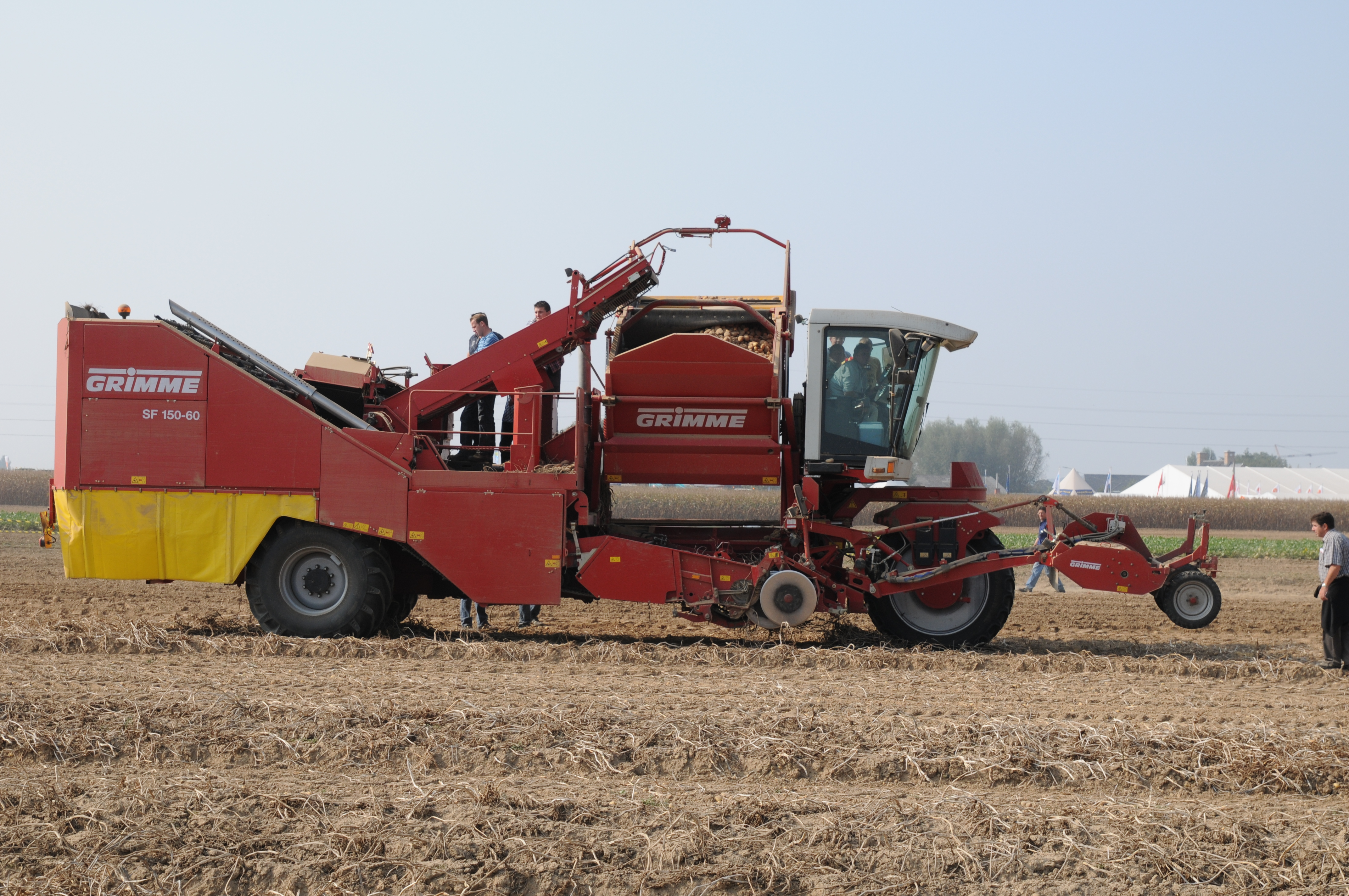
یک دروگر خودگردان سیب‌زمینی (کمباین سیب‌زمینی)

دروگرهای سیب‌زمینی، ماشین‌آلات برداشت سیب زمینی هستند. آن‌ها با بلند کردن سیب‌زمینی از بستر با استفاده از یک قطعه کار می‌کنند. خاک و محصول به یک سری از صفحات که در آن خاک سست خارج می‌گردد، منتقل می‌شوند. سیب‌زمینی به سمت پشت دروگر به یک واحد جداگانه منتقل می‌شود و سپس (در ماشین‌های مجهز به میز جداگانه) افراد با دست کلوخه‌ها، سنگ‌ها و پوشال را جمع می‌کنند. سیب‌زمینی سپس به یک بالابر جانبی و سپس به یک تریلر یا یک جعبه سیب‌زمینی می‌رود.